# MBC 초대석
MBC 초대석은 대한민국의 방송국 대전MBC 표준FM에서 일요일 오전 11시 5분부터 낮 12시까지 방송하는 라디오 프로그램이다.
| 대전MBC 표준FM 일요일 프로그램 |                         |                                          |
| 이전                           | MBC 초대석              | 다음                                     |
| MBC 11시 뉴스                  | MBC 초대석              | MBC 정오뉴스 MBC 정오뉴스 대전.세종.충남 |
| 오전 11시 ~ 오전 11시 5분      | 오전 11시 5분 ~ 낮 12시 | 낮 12시 ~ 낮 12시 15분                   |
|                                |                         |                                          |